# Formuła 4 SMP
| Formuła SMP 4            | Formuła SMP 4               |
| ------------------------ | --------------------------- |
| Kategoria                | Formuła 4                   |
| Kraj                     | Rosja · Finlandia · Estonia |
| Pierwszy sezon           | 2015                        |
| Ostatni mistrz kierowców | Niko Kari                   |
| Nadwozie                 | Tatuus                      |
| Silnik                   | Abarth                      |
| Opony                    | Hankook                     |

Formuła 4 SMP (oryg. F4 NEZ Championship) – seria wyścigowa spełniająca regulacje FIA dla Formuły 4. Powstała 22 lipca 2014 roku decyzją SMP Racing, RAF, Koiranen GP i AKK-Motorsport.

## Historia
Powstanie serii wiąże się z inicjatywą Gerharda Bergera i FIA, którzy w marcu 2013 doprowadzili do utworzenia Formuły 4. Celem serii jest uregulowanie hierarchii sportów motorowych i uczynienie jej bardziej przejrzystą. Regulamin Formuły 4 normuje koszty, takie jak koszt samochodu (maksimum 30 000 euro) i koszty poniesione w całym sezonie (maksimum 100 000 euro). Pierwszymi mistrzostwami według regulaminu Formuły 4 były Włoska Formuła 4 i Południowoamerykańska Formuła 4. Niemiecka Formuła 4 została utworzona z inicjatywy ADAC w lipcu 2014. Na pierwszy sezon zaplanowano siedem eliminacji.

## Samochód
Wszystkie samochody w serii dostarcza Tatuus. Pojazdy te są wykonane z kompozytów włókna węglowego. Napędza je silnik ten sam z Włoskiej Formuły 4 Abarth 414 TF turbo o pojemności 1,4 litra i mocy 160 KM.

## Mistrzowie
| Sezon | Mistrz    | Zespół |
| ----- | --------- | ------ |
| 2015  | Niko Kari |        |